# Rui Jordão
Rui Manuel Trindade Jordão (født 9. august 1952 i Benguela, Angola, død 18. oktober 2019) var en portugisisk fodboldspiller, der spillede som kantspiller. Han var på klubplan tilknyttet Benfica, Sporting Lissabon og Vitória Setúbal i hjemlandet, samt spanske Real Zaragoza. Med både Benfica og Sporting var han blandt andet med til at vinde to portugisiske mesterskaber.
For Portugals landshold spillede Jordão 43 kampe, hvori han scorede 15 mål. Han deltog ved EM i 1984. Her scorede han i semifinalen mod Frankrig to mål, men portugiserne måtte alligevel til sidst se sig besejret med 3-2.
Efter pensionering flyttede Rui Jordão væk fra fodboldverdenen og blev maler og billedhugger. Rui Jordão døde den 18. oktober 2019 i en alder af 67 år efter at have været indlagt på hospital for hjerteproblemer i Cascais. Fernando Gomes, præsident for det portugisiske fodboldforbund, sagde i en erklæring, at han var "usædvanlig".